# Romulus Raicu
Romulus Raicu (n. 24 noiembrie 1945) este un fost deputat român în legislatura 1996-2000, ales în județul Mehedinți pe listele partidului PUNR. În cadrul activității sale parlamentare, Romulus Raica a fost membru în grupurile parlamentare de prietenie cu Republica Costa Rica, Republica Iugoslavă Macedonia, Republica Ecuador, Regatul Spaniei și Marele Ducat de Luxemburg.  

## Legături externe
- Romulus Raicu Arhivat în 20 iunie 2024, la Wayback Machine. la cdep.ro